# Elieshi Lema

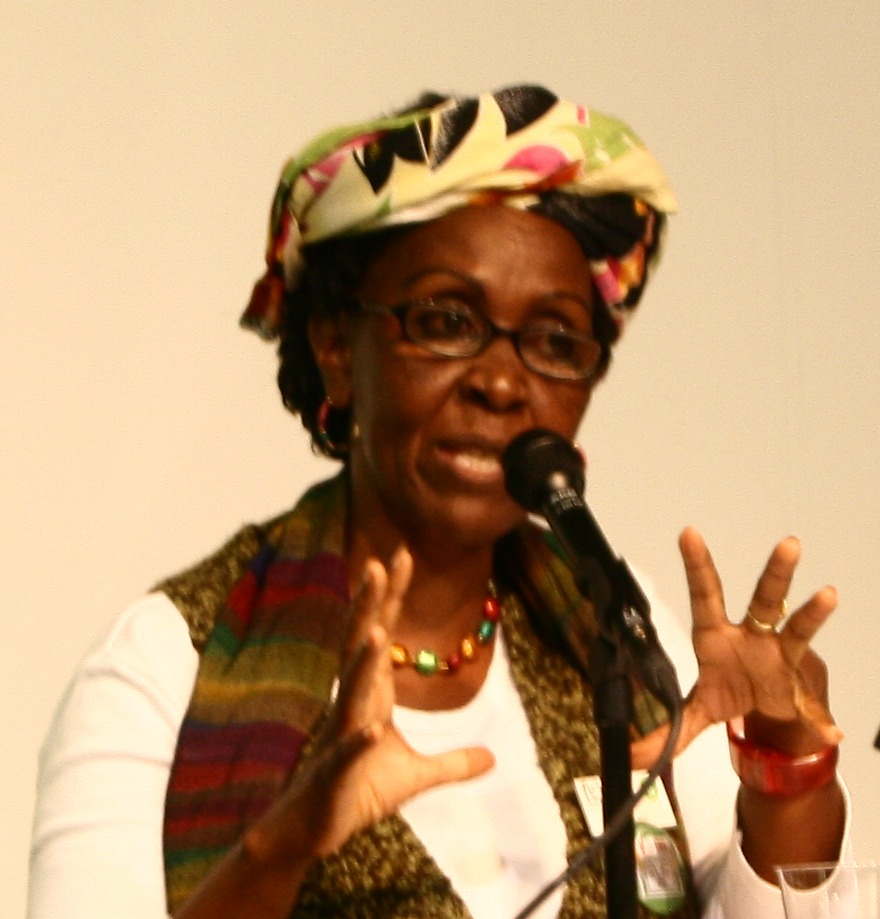
Elieshi Lema, 2010

Elieshi Lema (* 1949 in Nronga, Tansania) ist eine tansanische, sowohl in Swahili als auch in englischer Sprache schreibende Autorin und Verlegerin. Neben ihrer Tätigkeit als Schriftstellerin ist sie in verschiedenen zivilgesellschaftlichen Organisationen zur Förderung von Bildung und insbesondere für Bücher für junge Leser in Ostafrika tätig.

## Leben und Wirken
Lema studierte zunächst Bibliotheks- sowie Literaturwissenschaft an der University of Dar es Salaam und danach Kreatives Schreiben an der San Francisco State University. Nach einer ersten Tätigkeit als Bibliothekarin wandte sie sich der Förderung von Büchern in Ostafrika zu. So war sie im Vorstand der kanadischen Organisation für Bildung und Buchproduktion CODE tätig und arbeitete später als CODE-Regionaldirektorin für Ostafrika. In diesem Zusammenhang initiierte sie den Start des von CODE finanzierten Kinderbuchprojekts (Children’s Book Organization) für Tansania.
Danach wurde sie technische Beraterin für das Tusome Vitabu-Projekt, das von der Niederländischen Botschaft in Daressalam finanziert und von der Kinderhilfsorganisation Plan International Tansania verwaltet wurde. Sie war Vorstandsmitglied des African Publishers Network (APNET) und des Executive Committee der Publishers Association of Tanzania (PATA) und wirkt weiter im Vorstand der Children’s Book Organization.
Weiterhin ist sie Gründerin des Verlags E&D Vision Publishing, der auf Schulbücher und Bücher für Kinder spezialisiert ist. Im Jahr 1998 veröffentlichte sie in diesem Verlag auch Dinosauria wa Tendaguru, ein tansanisches Jugendbuch über den bedeutendsten Fund von Dinosaurierfossilien, die seit ihrer Bergung im damaligen Deutsch-Ostafrika in den Jahren 1906-09 im Naturkundemuseum Berlin erforscht werden und dort auch zu sehen sind.

## Ehrungen/Preis
- Noma-Preis für afrikanische Literatur, (besondere Erwähnung für Parched Earth, 2001)

## Werke (Auswahl)
- 1995: "Safari ya Prospa"
- 1998: "Mwendo"
- 2001: "Parched Earth"